# Feierabend (1964)
Feierabend ist ein deutscher Dokumentarfilm aus dem DEFA-Studio für Dokumentarfilme von Karl Gass aus dem Jahr 1964.

## Handlung
Zu Beginn des Films werden Arbeiter der verschiedenen Gewerke während ihrer Tätigkeiten auf der Baustelle des zukünftigen Erdölverarbeitungswerkes Schwedt/Oder gezeigt. Doch dann ist Feierabend und die Shuttlebusse, sowie auch Personenzüge der Bahn bringen die Werktätigen nach Hause oder in die extra eingerichteten Wohnlager, die den Arbeitern aus der gesamten DDR Unterkunft bieten. Jetzt gehen die meisten Arbeiter ihre eigenen Wege in der „Taiga“, wie sie die Gegend selbst nennen und die will der Film zeigen.
Für viele führt der erste Weg in die Verkaufsstelle, um sich mit den Waren des täglichen Bedarfs einzudecken, wozu auch Lebensmittel und Getränke gehören, selbst eine Kiste Bier kann es mal sein. Die Kollegen, die lieber ein Fassbier mit den dazugehörigen Schnäpsen trinken wollen, gehen gleich direkt, in die ebenfalls im Lager befindliche, HO-Kantine. Da fast alle zur gleichen Zeit hier eintreffen, stehen sie erst einmal am Tresen in der Schlange, ob gewaschen oder noch schmutzig von der Baustelle, aber alle noch in der Arbeitskleidung. Doch es gibt auch andere Möglichkeiten, den Feierabend zu verbringen. Während die Einen noch einmal die Schulbank drücken, um sich weiter zu qualifizieren, versuchen sich andere mit ihren Motorrädern in der Umgebung Schwedts im Motocrossfahren, aber auch eine Bibliothek steht den Arbeitern zur Verfügung. Manche beschäftigen sich mit zwingend notwendigen Dingen, wie der Reparatur der Arbeitsbekleidung oder auch dem Zubereiten von Bratkartoffeln mit Rührei, Speck und Zwiebeln. Selbst für sportliche Betätigungen ist gesorgt, wie zum Beispiel Tischtennis und Billard, was auch Zuschauer anzieht.
In der Kantine läuft der Zapfhahn inzwischen fast ohne Unterlass, ein Akkordeonspieler spielt populäre Schlager und singt dazu, während viele der Anwesenden in den Gesang einstimmen. Aber auch mit ernsthafter Musik kann man sich im Wohnlager beschäftigen, so erlernen mehrere Interessierte, einen Kontrabass oder auch ein Saxophon zu beherrschen. Im Kulturhaus treffen inzwischen mit einem Bus viele junge Frauen ein, die hier tanzen wollen. Auch einen jungen Mann mit gepflegten Äußeren, treffen wir wieder, den die Kamera bereits im Wohnlager bei seinen Vorbereitungen für den Abend beobachtet hat. Ein wiederholter Blick in die Gaststätte zeigt, dass hier die Stimmung immer lockerer wird, so dass jetzt bereits zwei Löffel reichen, um den allgemeinen Gesang zu begleiten.
Es gibt aber noch viele andere Möglichkeiten in Schwedt, seinen Feierabend sinnvoll zu verbringen. So existiert ein Kabarettzirkel, der sich im Film gerade mit dem nächsten Programm beschäftigt und sich regelmäßig trifft. Auch ein Malzirkel, wo die Interessierten sich unter fachlicher Anleitung verbessern können, ist gut besucht.
Doch immer wieder geht die Kamera zurück in die Kneipe, wo die Gespräche immer lauter und unverständlicher werden. Etwas später schlafen auch die ersten Betrunkenen am Tisch ein, während sich ein anderer am Twist versucht. Jetzt ist für das Personal die Zeit gekommen, die Tische zu reinigen und die Stühle hochzustellen. Die letzten Gäste werden in ihre Unterkünfte geschickt und das Lokal abgeschlossen, während im Kulturhaus noch kräftig das Tanzbein geschwungen wird. Doch am nächsten Morgen treffen sich alle wieder auf der Baustelle, um weiter am Bau des modernsten Werkes der DDR mitzuwirken.

## Produktion
Der Schwarzweißfilm Feierabend ist eine Produktion des DEFA-Studios für Dokumentarfilme und erlebte am 12. Februar 1964 im Kulturhaus des Erdölverarbeitungwerks Schwedt seine festliche Uraufführung.
Anlässlich der Woche des Kurz- und Dokumentarfilms in der DDR lief der Film am 2. Oktober 1964 in den Kinos an.

## Kritik
In der Berliner Zeitung bemerkte G.B.: 

„Die Kamera hat Motive in der verqualmten Kantine, in der Bücherei, beim Tanz, beim Sport, in den Zimmern der Erbauer des Industriezentrums eingefangen. Vor allem gelangen interessante Studien der Menschen selbst, so des alten erfahrenen Arbeiters am Biertisch, der mit vielen Gesten einen Arbeitsvorgang umständlich, detailliert und dabei so liebevoll-intensiv erläutert, als würde es sich um die vertraulichste und wichtigste Angelegenheit von der Welt handeln.“

 und merkt als Fazit an: 

„Die Atmosphäre des Neulandes unserer Republik wird in diesem Film geschildert, ungeschminkt und optimistisch und deshalb wertvoll.“